# Гардфор
Гардфо́р (фр. Gardefort) — коммуна во Франции, находится в регионе Центр. Департамент — Шер. Входит в состав кантона Сансер. Округ коммуны — Бурж.
Код INSEE коммуны — 18098.
Коммуна расположена приблизительно в 180 км к югу от Парижа, в 100 км юго-восточнее Орлеана, в 39 км к северо-востоку от Буржа.

## Население
Население коммуны на 2008 год составляло 128 человек.
| 1962 | 1968 | 1975 | 1982 | 1990 | 1999 | 2008 |
| ---- | ---- | ---- | ---- | ---- | ---- | ---- |
| 109  | 132  | 117  | 112  | 128  | 107  | 128  |

## Экономика

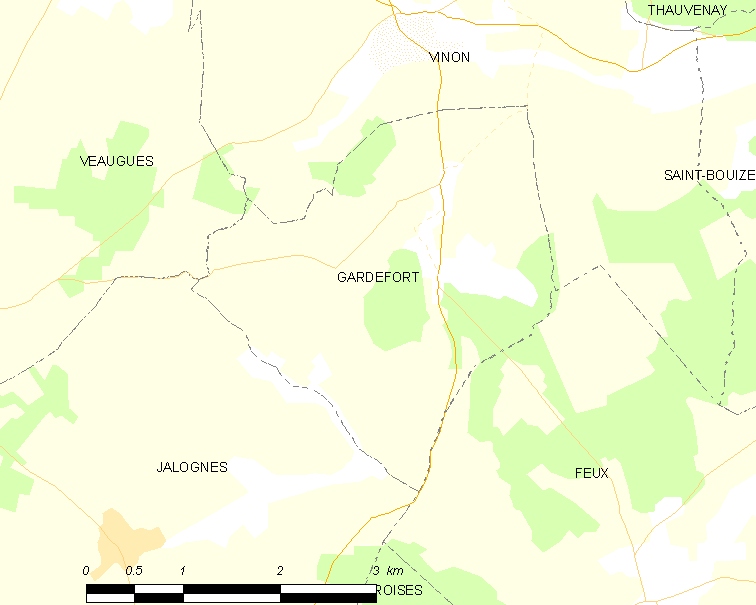
Карта коммуны

В 2007 году среди 78 человек в трудоспособном возрасте (15-64 лет) 54 были экономически активными, 24 — неактивными (показатель активности — 69,2 %, в 1999 году было 68,1 %). Из 54 активных работали 49 человек (26 мужчин и 23 женщины), безработных было 5 (4 мужчины и 1 женщина). Среди 24 неактивных 5 человек были учениками или студентами, 15 — пенсионерами, 4 были неактивными по другим причинам.